# 2021-22シーズンのTリーグ
この項目では、2021-22年シーズンのTリーグについて述べる。

## 概要
2021-22シーズンのTリーグは4年目のシーズン。
女子ではTリーグが開幕してから初となる新チーム「九州アスティーダ」が新たに参入。このため今季のプレーオフはレギュラーシーズン1位がファイナルに進出し、同2位と3位でセミファイナルを戦い勝利チームがファイナル進出に変更となった。

## 参加チーム

### 男子
- T.T彩たま（埼玉県）
- 木下マイスター東京（東京都）
- 岡山リベッツ（岡山県）
- 琉球アスティーダ（沖縄県）

### 女子
- 木下アビエル神奈川（神奈川県）
- トップおとめピンポンズ名古屋（愛知県）
- 日本生命レッドエルフ（大阪府）
- 日本ペイントマレッツ（大阪府）
- 九州アスティーダ（福岡県）

## 男子

### 試合結果
| # | チーム             | 試 | 点 | 勝 | (4P勝) | 敗 | (延長敗) | 備考 |
| - | ------------------ | -- | -- | -- | ------ | -- | -------- | ---- |
| 1 | 木下マイスター東京 | 21 | 49 | 15 | （2）  | 6  | （2)     |      |
| 2 | T.T彩たま          | 21 | 36 | 10 | （1）  | 11 | （5）    |      |
| 3 | 琉球アスティーダ   | 21 | 32 | 9  | （0）  | 12 | （5）    |      |
| 4 | 岡山リベッツ       | 21 | 28 | 8  | （1）  | 13 | （3）    |      |

### ファイナル
| 2022年3月3日 18:30 | レポート | KM東京            | 3–1 | 彩たま          | アリーナ立川立飛 |
| 2022年3月3日 18:30 | レポート | Score by game:    |     |                 | アリーナ立川立飛 |
| 2022年3月3日 18:30 | レポート | 大島祐哉/田添健汰 | 2–0 | 上田仁/松平健太 | アリーナ立川立飛 |
| 張本智和           | 張本智和 | 張本智和          | 3–0 | 曽根翔          |                  |
| 大島祐哉           | 大島祐哉 | 大島祐哉          | 0–3 | 丹羽孝希        |                  |
| 及川瑞基           | 及川瑞基 | 及川瑞基          | 3–2 | 篠塚大登        |                  |
|                    |          |                   |     |                 |                  |

## 女子

### 試合結果
| # | チーム                       | 試 | 点 | 勝 | (4P勝) | 敗 | (延長敗) | 備考 |
| - | ---------------------------- | -- | -- | -- | ------ | -- | -------- | ---- |
| 1 | 日本生命レッドエルフ         | 20 | 53 | 16 | （2）  | 4  | （3）    |      |
| 2 | 日本ペイントマレッツ         | 20 | 47 | 14 | （3）  | 6  | （2）    |      |
| 3 | 九州アスティーダ             | 20 | 30 | 9  | （0）  | 11 | （3）    |      |
| 4 | 木下アビエル神奈川           | 20 | 26 | 6  | （1）  | 14 | （7）    |      |
| 5 | トップおとめピンポンズ名古屋 | 20 | 15 | 5  | （0）  | 15 | （6）    |      |

### プレーオフ

#### セミファイナル
本試合ではRS2位チームに1ゲームのアドバンテージ。（ビクトリーマッチ除く）
| 2022年3月2日 19:07 | レポート | ニッペM         | 3–1 | 九州              | アリーナ立川立飛 |
| 2022年3月2日 19:07 | レポート | Score by game:  |     |                   | アリーナ立川立飛 |
| 2022年3月2日 19:07 | レポート | 馮天薇/大藤沙月 | 1–2 | 佐藤瞳/橋本帆乃香 | アリーナ立川立飛 |
| 小塩遥菜           | 小塩遥菜 | 小塩遥菜        | 3–0 | 面田采巳          |                  |
| 芝田沙季           | 芝田沙季 | 芝田沙季        | 3–1 | 佐藤瞳            |                  |
| 大藤沙月           | 大藤沙月 | 大藤沙月        | 3–0 | 横井咲桜          |                  |
|                    |          |                 |     |                   |                  |

#### ファイナル
| 2022年3月4日 | レポート | 日本生命           | 3–0 | ニッペM         | アリーナ立川立飛 |
| 2022年3月4日 | レポート | Score by game:     |     |                 | アリーナ立川立飛 |
| 2022年3月4日 | レポート | 森さくら／長﨑美柚 | 2–1 | 馮天薇/大藤沙月 | アリーナ立川立飛 |
| 早田ひな     | 早田ひな | 早田ひな           | 3–0 | 小塩遥菜        |                  |
| 平野美宇     | 平野美宇 | 平野美宇           | 3–1 | 大藤沙月        |                  |
| 長﨑美柚     | 長﨑美柚 | 長﨑美柚           |     | 芝田沙季        |                  |
|              |          |                    |     |                 |                  |

## 受賞
2021-2022シーズンから、レギュラーシーズン最優秀選手賞（レギュラーシーズンMVP）、プレーオフ最優秀選手賞（プレーオフMVP）、ベストオーダー賞が新設された 。

### レギュラーシーズン最優秀選手賞（レギュラーシーズンMVP）
- 男子：及川瑞基（木下マイスター東京）19点（シングルス19勝）
- 女子：橋本帆乃香（九州アスティーダ）17.5点（シングルス12勝　ダブルス11勝）

### プレーオフ最優秀選手賞（プレーオフMVP）
- 男子：張本智和[4]（木下マイスター東京）
- 女子：平野美宇[5]（日本生命レッドエルフ）

### ベストペア
- 男子：有延大夢・宇田幸矢ペア（琉球アスティーダ）6勝（初）
- 女子：佐藤瞳・橋本帆乃香ペア（九州アスティーダ）10勝（初）

### ベストオーダー賞
第1マッチ
- 男子：有延大夢・宇田幸矢ペア（琉球アスティーダ）6勝
- 女子：佐藤瞳・橋本帆乃香ペア（九州アスティーダ）10勝

第2マッチ
- 男子：及川瑞基（木下マイスター東京）10勝
- 女子：木原美悠（木下アビエル神奈川）7勝

第3マッチ
- 男子：丹羽孝希（T.T彩たま）6勝
- 女子：芝田沙季（日本ペイントマレッツ）4勝

第4マッチ
- 男子：森薗政崇（岡山リベッツ）7勝
- 女子：長﨑美柚（日本生命レッドエルフ）6勝

ビクトリーマッチ
- 男子：及川瑞基（木下マイスター東京）4勝
- 女子：早田ひな（日本生命レッドエルフ）3勝

### 最優秀監督
村上恭和総監督（日本生命レッドエルフ）勝点53（1試合あたり勝点2.65）（2年ぶり2回目）

### 前期ノジマMVP賞[6]
- 男子：及川瑞基（木下マイスター東京）
- 女子：橋本帆乃香（九州アスティーダ）

### 後期ノジマMVP賞[7]
- 男子：曽根翔（T.T彩たま）
- 女子：森さくら（日本生命レッドエルフ）